# Кербаоль, Седрин
Седрин Кербаоль (фр. Cédrine Kerbaol, род. 15 мая 2001, Брест) — французская профессиональная велогонщица.

## Биография
Седрин Кербаоль выросла в городе Плуарзель в Бретани. Она получила диплом бакалавра наук с отличием в июле 2019 года и поступила на диетологию в Сен-Бриё в том же году, где получила диплом BTS (высшее техническое образование). У Седрин Кербаол есть младший брат Матис.

## Карьера
Она начала свою спортивную карьеру в раннем возрасте, занимаясь маунтинбайком, а затем вступила в клуб шоссейного велоспорта в Сен-Ренане. В 2021 году в Эпинале она преподнесла сюрприз, заняв третью ступень пьедестала почёта в индивидуальной гонке чемпионата Франции, сразу за двумя фаворитами — Одри Кордон-Раго и Жюльетт Лабу.

## Достижения
2017
- 3-я в Чемпионате Франции[фр.] среди кадетов — групповая гонка

2018
- 2-я в Призе города Монт-Пюжоль

2019
- Чемпионат Франции[фр.] среди юниоров — групповая гонка
- Чемпионат Франции[фр.] среди юниоров — смешанная эстафета
- 3-я в Чемпионате Франции[фр.] среди юниоров — индивидуальная гонка

2021
- Чемпионат Франции[фр.] среди спортсменов до 23 лет — индивидуальная гонка
- Приз города Морто
- 3-я в Чемпионате Франции[фр.] — индивидуальная гонка

2022
- 2-я в Туре Бретани
- 3-я в Чемпионате Франции[фр.] — индивидуальная гонка
- Бронзовый призёр Средиземноморских игр[англ.] — индивидуальная гонка

## Рейтинги
| Год                 | 2020  | 2021  | 2022  | 2023 | 2024 |
| ------------------- | ----- | ----- | ----- | ---- | ---- |
| Мировой рейтинг UCI | 643-й | 303-й | 246-й | 42-й | 23-й |
| Мировой тур UCI     | -     | -     | -     | 69-й | 39-й |
|                     |       |       |       |      |      |
| Источник: UCI       |       |       |       |      |      |